# بن‌بست (فیلم ۱۳۴۳)
بن‌بست فیلمی به کارگردانی مهدی میرصمدزاده و نویسندگی احمد شاملو محصول سال ۱۳۴۳ است.

## بازیگران
- پروین غفاری
- ایرج قادری
- آذر حکمت شعار
- تهمینه
- نصرت‌الله محتشم
- نیکو صفایی
- محسن مهدوی
- علی آزاد
- هوشنگ سارنگ
- نیکتاج صبری
- سیروس شاندرمنی
- منصور سپهرنیا
- همایون
- اکبر هاشمی
- طاطایی
- میرزاده
- پری هان